# Teorema de Puiseux
El teorema de Puiseux es una descripción de las soluciones de las ecuaciones polinómicas cuyos coeficientes son series formales de Laurent con coeficientes en un cuerpo algebraicamente cerrado de característica cero.

## Enunciado
Siendo {\displaystyle K} un campo algebraicamente cerrado de característica cero. Entonces el cuerpo de la serie de Puiseux, es decir, la unión de los {\displaystyle K((X^{1/n}))} para todos los números enteros {\displaystyle n>0}, es una clausura algebraica del cuerpo {\displaystyle K((X))} de la serie de Laurent. Es posible demostrar que cada uno de los supuestos acerca de {\displaystyle K} es necesario.

## Demostración
Jean le Rond d'Alembert en 1746 asumió como verdadero este teorema en su demostración del teorema fundamental del álgebra. Sin embargo, la demostración de la premisa fue hecha sólo en 1850, por Victor Puiseux. 